# Porto Real
Porto Real es un municipio brasileño del Estado del Río de Janeiro. Se localiza a una latitud 22º25'11" sur y a una longitud 44º17'25" oeste, estando a una altitud de 385 metros. La población recensada en 2010 fue de 16.574 habitantes. Se emancipó en 1995 de Resende. Ocupa un área de 50,781 km². Es reconocida como la primera colonia italiana en el Brasil. En ella se ubica una fábrica de la empresa Peugeot Citroën PSA. Detenta la mayor caída de rayos del mundo entero.